# Castro del Río
Castro del Río – gmina w Hiszpanii, w prowincji Kordoba, w Andaluzji, o powierzchni 219,92 km². W 2011 roku gmina liczyła 8087 mieszkańców.